# Jürgen Arne Bach
Jürgen Arne Bach (* 25. September 1942 in Stuttgart; † 20. Dezember 2024 in Freiburg im Breisgau) war ein deutscher Verleger.

## Leben und Arbeit
Nach dem Schulbesuch und dem Absolvieren einer Buchhändlerlehre studierte Bach Geschichte, Politik und Englisch in Freiburg. 1976 promovierte er bei Andreas Hillgruber mit einer Arbeit über Franz von Papen zum Dr. phil.
1977 wurde Bach Lektor beim Herder Verlag in Freiburg. Im April 1987 übernahm er die Leitung des Hardcover-Lektorats des Ullstein Verlages in Berlin. 1990 wurde ihm zusätzlich die Leitung des dazugekauften Verlages Franckh-Kosmos
übertragen. 1995 ging er als Geschäftsführer zu Dornier, bevor er 2001 als Geschäftsleiter zu Herder zurückkehrte.
Ab 1997 gehörte Bach dem Vorstand des Verleger-Ausschusses beim Börsenverein des Deutschen Buchhandels an, ab 2000 als dessen Vorsitzender.

## Schriften
- Franz von Papen in der Weimarer Republik. Aktivitäten in Politik und Presse 1918–1932, 1976.